# Horperath
Horperath è un comune di 133 abitanti della Renania-Palatinato, in Germania.
Appartiene al circondario (Landkreis) del Vulkaneifel (targa DAU) ed è parte della comunità amministrativa (Verbandsgemeinde) di Kelberg.